# Taj Pul
Taj Pul é uma vila no distrito de South, no estado indiano de Deli.

## Demografia
Segundo o censo de 2001, Taj Pul tinha uma população de 58 220 habitantes. Os indivíduos do sexo masculino constituem 56% da população e os do sexo feminino 44%. Taj Pul tem uma taxa de literacia de 69%, superior à média nacional de 59,5%: a literacia no sexo masculino é de 77% e no sexo feminino é de 59%. Em Taj Pul, 17% da população está abaixo dos 6 anos de idade.